# Johann David Kriesche
Johann David Kriesche der Ältere (* 1715 in Dresden; † 1790 in Lübeck) war ein deutscher Stück- und Glockengießer. 1771 wurde er zum Ratsgießer der Hansestadt Lübeck bestellt.

## Leben
Kriesche lernte das Gießerhandwerk in der Zeit von 1727 bis 1730 im Kurfürstlichen Gießhaus in Dresden, dessen Tradition bereits im 16. Jahrhundert durch den Freiberger Gießer Wolfgang Hilliger begründet worden war. Kriesches Wanderschaft als Geselle führte ihn nach England und Dänemark, wo er unter anderem in Kopenhagen tätig war. Ab 1757 ist er als selbständiger Gießer in Schleswig-Holstein nachgewiesen, wo er zunächst mit dem Gießer Barthold Jonas Beseler zusammen bis 1760 in Rendsburg arbeitete. Von hier wandte er sich zunächst wieder nach Kopenhagen, um sich dann um die Jahreswende 1762/63 in Eckernförde als Glockengießer niederzulassen. In Eckernförde entstanden durch ihn über 70 Glocken. Am 20. Juli 1771 erwählte ihn der Rat der Hansestadt Lübeck als Nachfolger des 1770 verstorbenen Johann Hinrich Armowitz zum Ratsgießer. Damit stand ihm das angesehene Lübecker Gießhaus an der Lastadie zur Verfügung. Kriesche behielt jedoch eine Niederlassung in Eckernförde bei, um das (dänische) Gießerprivileg in den Herzogtümern Schleswig und Holstein weiter zu erhalten. Sein Nachfolger als Ratsgießer in Lübeck wurde Johann Georg Wilhelm Landré. Kriesches Glocken befinden sich noch heute in Kirchen in Lübeck und dem Umland Schleswig-Holstein und Mecklenburg.

## Werke (Auswahl)
- Für die Petrikirche in Lübeck goss er die südlichste der drei großen Glocken, die einen Durchmesser von 1,64 m aufwies. Auf dem Hals befand sich neben einer reichen Rokokoverzierung eine römische Majuskelinschrift: SOLI . DEO . GLORIA . ME . FECIT . IOHANN . DAVID . KRIESCHE
- 1765 fertigte er eine Bronzeglocke für die Peter-Paul-Kirche in Bad Oldesloe mit dem Schlagton (f1)[1] (Beide Weltkriege überstanden)
- Dorfkirche in Siebenbäumen aus dem Jahr 1769. Hier bezeichnete er sich als „Joh. David Kriesche aus Eckernförde“.
- Kirche zu Roggendorf, eine Glocke aus dem Jahr 1771 wurde von Joh. David Kriesche in Lübeck gegossen. Sie trägt die Namen CHRISTIAN VON RANTZAU und dessen Gemahlin ADELA VON FABRICE.[2]
- St. Andreas in Lübeck-Schlutup, Sermonglocke von 1772 mit dem Schlagton (g1).[3]
- Dorfkirche Herrnburg, eine Glocke aus dem Jahr 1782 wurde von Kriesche in Lübeck gegossen, zu einer vorhandenen Strahlborn-Glocke aus dem Jahr 1731. Die Kriesche-Glocke hat den Schlagton (a1).
- Jakobikirche Lübeck, eine Uhrglocke aus dem Jahr 1783 mit dem Schlagton (a1)
- 1786 eine neue Feuersprütze für die Petrikirche[4]

## Familie
Kriesches gleichnamiger Sohn Johann David Kriesche (II) (1764 – nach 1799) wurde in Eckernförde geboren und erlernte das Glockengießerhandwerk bei seinem Vater, für den er 1785 zwölf Glocken in Lunden goss. Ab 1797 führte er die Gießerei seines Vaters selbstständig. Er wurde 1791 in Lübeck als Bürger angenommen, aber vom Rat nicht als Nachfolger seines Vaters im Amt des Ratsgießers bestätigt. 1799 verliert sich seine Spur.